# Ван де Пут, Дирк
Дирк ван де Пут (род. 14 мая 1959, Мехелен, Антверпен, Бельгия) — бельгийский топ-менеджер, председатель и главный исполнительный директор Mondelez International с ноября 2017 года.

## Биография
Ван де Пут — уроженец Мехелена. Окончил Гентский университет, имеет степень ветеринарной медицины. Позднее получил степень магистра делового администрирования в Университете Антверпена. Говорит на шести языках.

## Карьера
Ван де Пут работал на руководящих должностях в международных конгломератах. В начале карьеры поработал в Groupe Danone, Mars Inc, Coca-Cola. В 2009 году стал президентом фармкомпании Novartis. В 2011 стал президентом и гендиректором канадского производителя замороженных полуфабрикатов из картофеля McCain Foods. Является неисполнительным директором Mattel.
В ноябре 2017 сменил Ирэн Розенфельд на посту гендиректора Mondelez International, в апреле стал председателем совета директоров.

## Личная жизнь
Ван де Пут имеет гражданство Бельгии и США.